# Jonestown
Jonestown byla sektářská osada vybudovaná na severu Guyany sektou Chrám lidu. Záměrně byla postavena v hlubokém pralese daleko od jakékoliv civilizace a dokonce i vodních toků, aby byla co nejvíce izolovaná a nedostupná. Díky tomu prakticky vůbec nepodléhala jakékoliv státní kontrole a byla de facto zcela autonomním územím se svými vlastními zákony a pravidly.
Osada byla řízena vůdcem sekty Jimem Jonesem, který ji vedl jako beztřídní, rovnostářské komunistické společenství. A obzvláště se zde zakládalo na rasové rovnosti. Což do sekty a samotného Jonestownu přivádělo hlavně afroameričany, kteří už byli otrávení v tehdejší době velmi častým a běžným rasismem. Jonestown vnímali jako útočiště, kde konečně budou žít ve společnosti, ve které se budou cítit plnohodnotní a respektovaní. Bylo zde však i mnoho bílých, a to ze všech sociálních vrstev.
Původně mělo jít o jakýsi utopistický ráj, harmonickou komunitu, kde jsou všichni jedna velká rodina. Jim Jones však už velmi brzo začal podléhat opojení absolutní mocí, kterou nad celou osadou měl. Stal se posedlý touhou mít nad všemi obyvateli osady naprostou kontrolu a udělat si z nich zcela oddané loutky. Což se mu dařilo, a to i navzdory tomu, že životní podmínky v osadě začínaly mít čím dál více charakter velmi tvrdého totalitního režimu.
James Jones si zvykl obyvatele osady vnímat nejen jako svoji komunitu, ale přímo jako svůj osobní majetek a jakési svoje nevolníky. A když po necelém roce fungování osady vůbec poprvé přišla státní kontrola ze Spojených států, protože obyvatelé osady byli američtí občané a panovaly domněnky, že zde dochází k rozsáhlému porušování lidských práv, propadl panice. Během její návštěvy se snažil o vytvoření falešného dojmu že je zde vše v pořádku, tzv. Potěmkinovy vesnice. Na poslední chvíli, kdy už tato delegace měla odlétat, však prý zpanikařil. Měl mít strach, že velmi špatné podmínky v osadě nakonec stejně vyjdou na povrch. A osada bude následně zrušena a on tím pádem přijde o svoji komunitu tisícovky zcela oddaných lidí. A tak měl údajně nařídit celou tuto zahraniční delegaci zavraždit, včetně všech uprchlíků, kteří se společně s touto delegací rozhodli odjet z Jonestownu.
Vzápětí si však uvědomil, že po téhle události je osud jeho, jakožto i celého Jonestownu definitivně zpečetěn. Je jen otázka času, než dorazí armáda, sekta bude rozpuštěna a on bude zatčen a souzen nejen za všechny činy, kterých se jeho vůdce této sekty dopustil. Jako jediné východisko z této situace vnímal sebevraždu. A v rámci své naprosté zvrácenosti se rozhodl, že s sebou vezme i všechny členy sekty. Téměř tisícovce svých oddaných, všem obyvatelům osady, nařídil aby spáchali sebevraždu společně s ním. Tato událost je považována za vůbec největší dosud zaznamenanou hromadnou sebevraždu. Nutno však zmínit, že zdaleka ne všichni tuto sebevraždu spáchali dobrovolně. Mnozí k ní byli donucení násilím, případně byli rovnou zavražděni svými více zfanatizovanými kolegy. Spíše se tedy jedná ve skutečnosti o masovou vraždu, nikoliv sebevraždu, jak je často vykreslováno médii.

## Založení osady
Jones vybíral lokaci pro Jonestown záměrně ve vhodné zemi, kde tento jeho plán může bezpečné projít, a pokud možno i co nejblíže ke komunistické Kubě, kterou vnímal jako uběžiště, pokud by se samotný Jonestown ocitl v ohrožení. Nakonec si jako vhodné místo vybral odlehlou oblast v severním cípu Guyany. V roce 1974 toto místo osobně navštívil a přímo se státem Guyana si dohodl pronájem 1200 ha místní půdy. A současně si také domluvil zvláštní uvolnění podmínek pro dopravu veškerého potřebného materiálu a imigraci stoupenců sekty. Následně poté nastal velmi náročný proces zničení veškerého pralesa v místě budoucí osady a úpravy celého místa, aby vůbec bylo možné začít stavět.

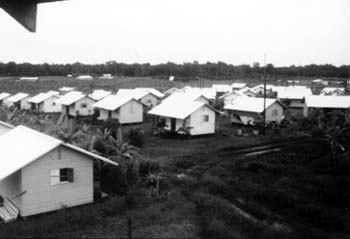
V každém z těchto domů bylo ubytováno až 20 lidí. Většinu interiéru tvořily vedle sebe naskládané dvou až třípatrové postele. Šlo tedy o hostelový typ ubytování se zcela nulovým osobním soukromím.

Budování osady začalo v polovině roku 1977 výstavbou skupiny malých obytných domků pro všechny současné i budoucí obyvatele. Osada měla mít charakter samostatného, zcela autonomního sídla, kde budou dostupné i všechny potřebné služby. A měla být významně zemědělsky založená. Okolní půda se však používala k zemědělské produkci vlastních potravin jen omezeně, protože místní půda byla pro většinu plodin nevhodná a nedostatečně úrodná. Proto bylo nutné mnoho surovin, jako například mouku dovážet. Což nebylo úplně nejpraktičtější, vzhledem k tomu že osada byla prakticky zcela odříznutá od světa a jediné její spojení s okolním světem bylo 10 kilometrů vzdálené lokální letiště dostupné jen po velmi nekvalitní nezpevněné cestě.
Tím spíše bylo nutné zajistit aby všechno potřebné bylo přímo tady na místě. Bylo tu tedy postaveno celé zdravotní středisko, včetně nemocničních lůžek a lékárny, škola, ubytovna kde byla zajišťována péče o malé děti a speciální domy pro seniory. Vedle kuchyně a společných stravovacích prostor byly také pekárna, stánek s banány (jediné čeho tu byl nadbytek), zeleninou a veřejná prádelna. Byly tu dokonce i dva výrobní závody: jeden na cihly a druhý na mýdlo. Hlavní centrum celého Jonestownu pak byla velká centrální hala v jejím středu, která sloužila jako hlavní místo setkávání všech obyvatel.
Na noc poté všichni odcházeli do obytné zóny, kde bylo 48 malých chat. Každou z nich obývalo až 20 osob a velkou část interiéru tvořily dvou, někdy až třípatrové postele. I bydlení tedy bylo zcela komunitní a neexistovalo zde jakékoliv sebemenší osobní soukromí. Jediným osobním majetkem byla uzamykatelná dřevěná schránka, kde si lidé mohli uchovat pár pro ně nejdůležitější osobních věcí. V těchto chatách byla zavedena elektřina, nicméně záchod byl umístěn zcela mimo obytnou zónu. Takže pokud na něj někdo chtěl jít, měl to opravdu velmi daleko. Veřejné záchody byly v celém areálu pouze tři. A někdy to k nim bylo opravdu hodně daleko. A tak se malá potřeba často vykonávala i mimo ně na místech, kde to tolik nevadilo.

### Galerie

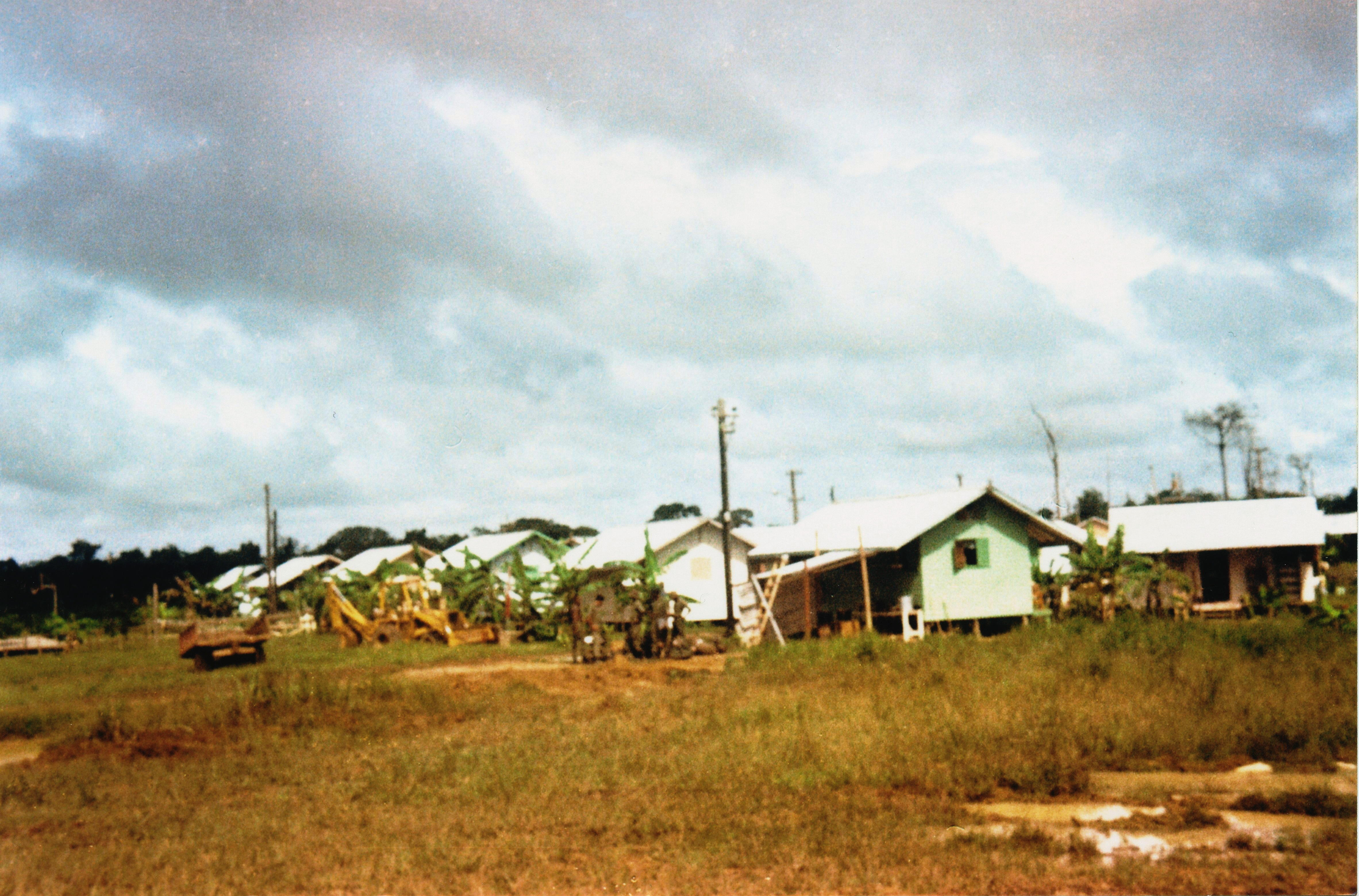
Okraj obytné zóny
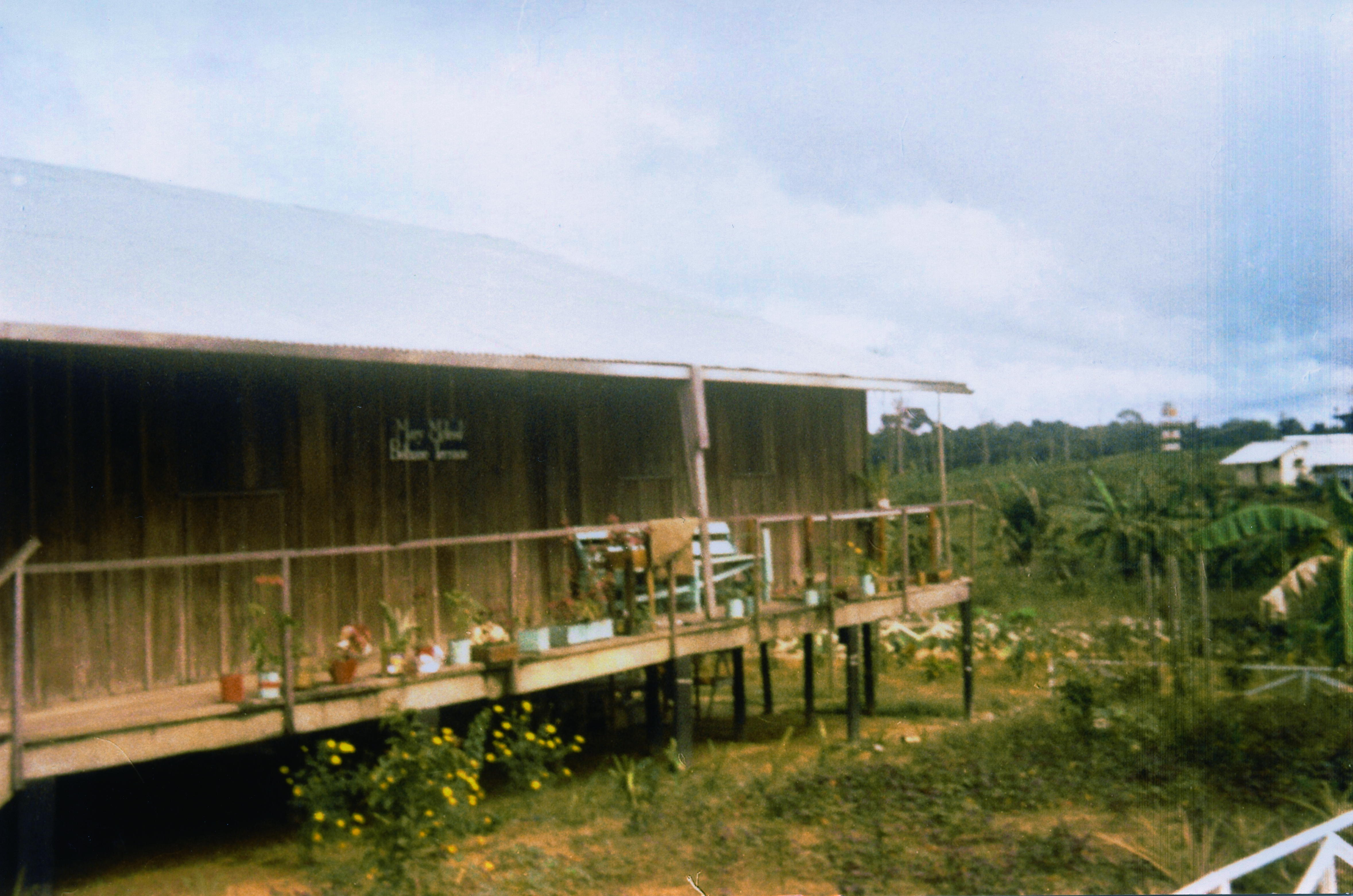
Pohled do zahrady jednoho z domů
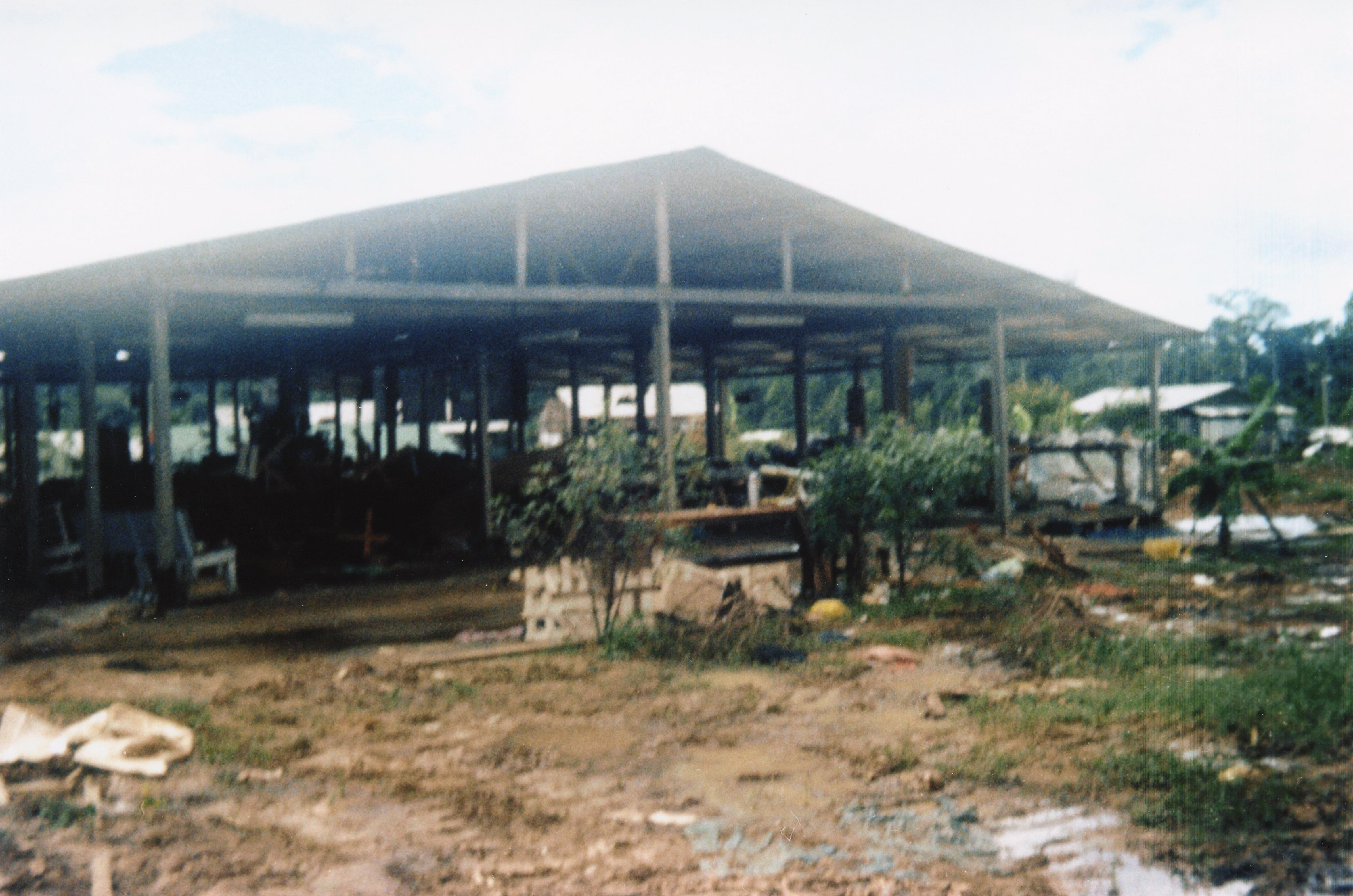
Centrální hala
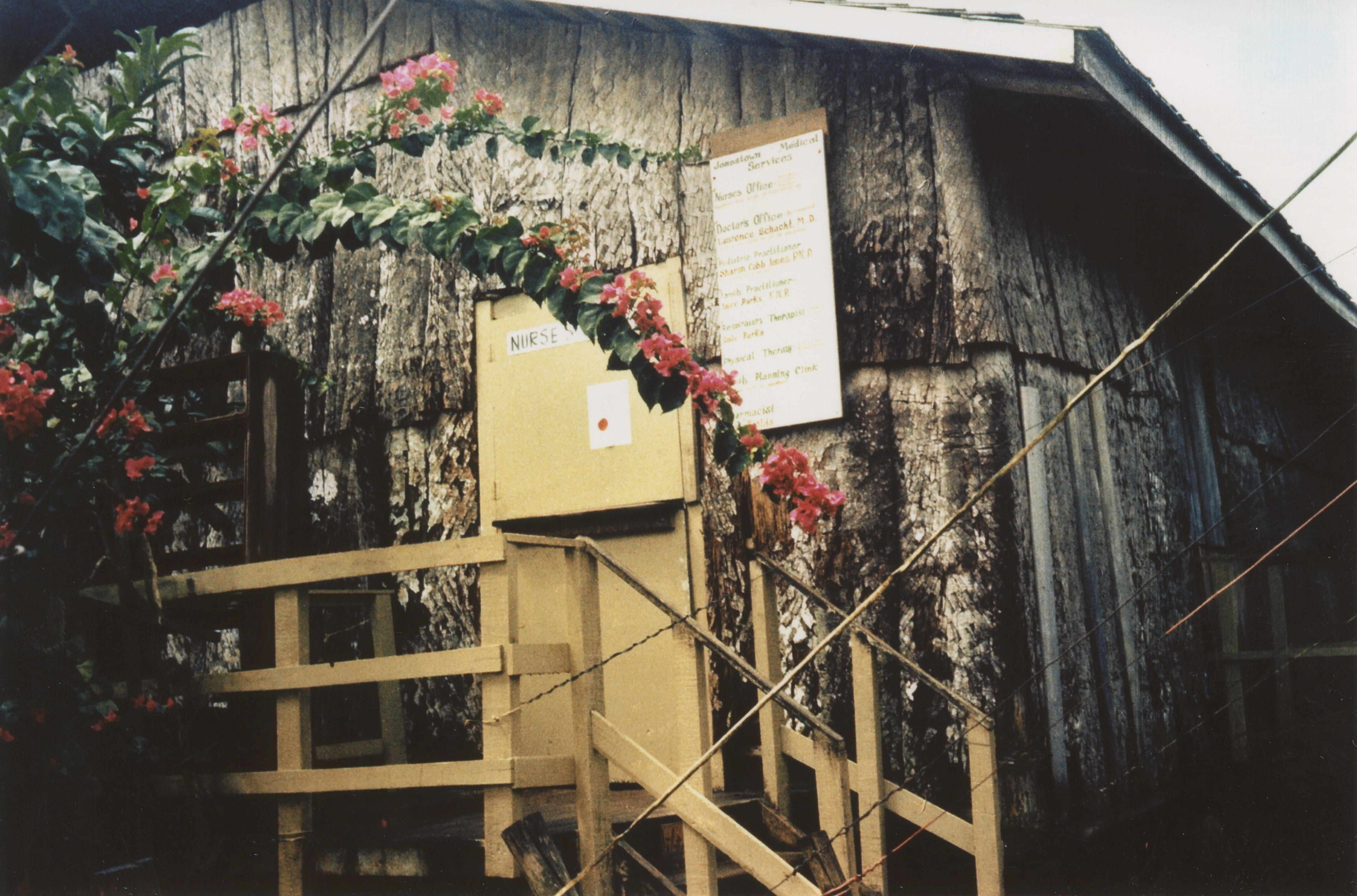
Místní zdravotní středisko
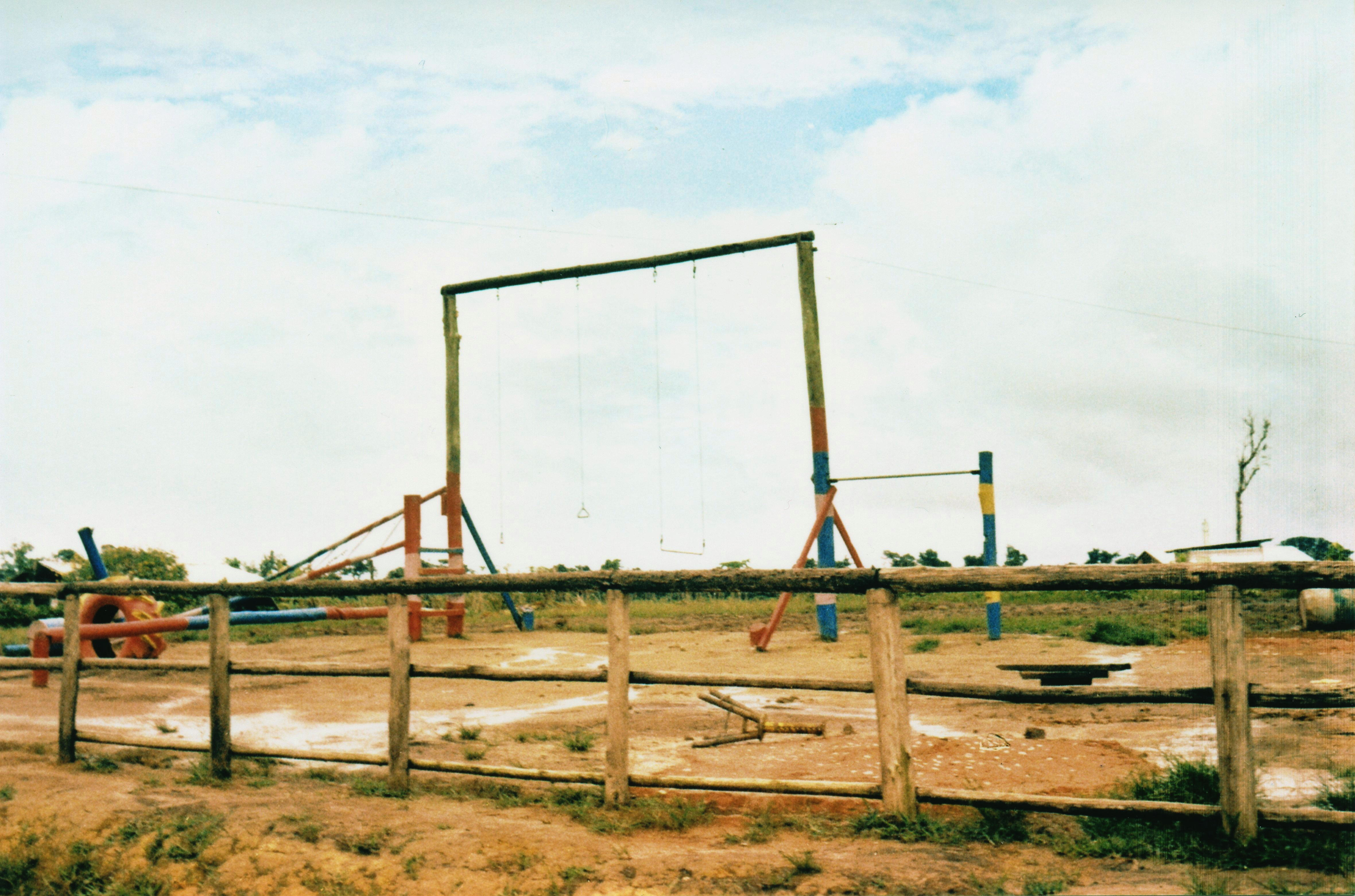
Dětské hřiště

## Demografie

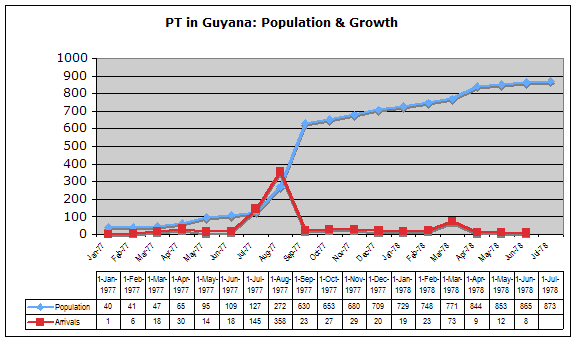
Vývoj populace Jonestownu

70 % obyvatel tvořili afroameričané. Jonestown jim imponoval hlavně svojí předpokládanou sociální spravedlností a rasovou rovností, která v tehdejší době v USA stále ještě nebyla samozřejmostí. Hlavní kouzlo Jonestownu bylo právě to, že se tady vůbec nerozlišovalo jakou má kdo barvu kůže. Rasismus ale nebyl jediný důvod, proč sem lidé chtěli jít. Mnoho lidí, ať už bílých nebo afroameričanů sem přicházelo kvůli své velmi špatné sociální situaci. Pocitu že v běžné společnosti pro ně není místo. Šlo tedy o útočiště převážně pro ty, kterým se v životě nepodařilo uspět. Celkem zde žilo okolo tisícovky obyvatel, a z toho zhruba třetiny dětí. Přičemž všichni byli lidé s americkým občanstvím, hovořící anglickým jazykem.
Mnozí příbuzní zmiňovali, že jejich rodinní příslušníci do Jonestownu odcestovali zcela náhle. Prostě si sbalili jen nejnutnější věci a beze slov nasedli na let do Guyany. Což už samo o sobě bylo určitým způsobem znepokojivé. Ti co do Jonestownu odcestovali v něm hledali ten slibovaný ráj, který jim sekta slibovala. Po příjezdu na místo je však čekal střet s velmi tvrdou realitou, která byla ráji jen velmi vzdálená. Pro mnohé byl prvotní šok už to, když při příjezdu viděli stráže ozbrojené puškami. Přeživší zmiňují: „V tu chvíli jsme věděli, že jsme právě vstoupili do pekla. Že jsme udělali největší chybu svého života.“ Traumatizující byl už samotný příjezd. Všichni museli odevzdat veškeré své osobní věci, včetně dokumentů a pasů. Rodiny byly záměrně rozděleny, děti rodičům odebrány a odvedeny do komunitního dětského centra a od té doby s nimi měli jen zcela minimální kontakt. A od prvního dne následovala jen nekonečná náročná práce, všemožná omezení osobní svobody, nesmyslná pravidla. A velmi spartanské životní podmínky.

## Život v Jonestownu
Jonestown měl představovat pravý komunistický ráj. Jeho zvrácenost se však projevovala už hned od příchodu prvních osadníků. První pravidlo byl zákaz běžných filmů a jejich nahrazení komunistickou propagandou. A večerní komunitní setkávání ve velké hale uprostřed Jonestownu bylo pod vedením Jonese plné přednášek o komunismu a jeho nepřátelích.
Jones se cíleně snažil život v osadě přiblížit tomu v Severní Koreji. Povinností všech práce schopných bylo 6 dní v týdnu pracovat na okolních polích případně při zajišťování chodu osady. Pracovní doba začínala v 6:30. Kolem poledne byla hodinová přestávka na oběd. A po té se dále pokračovalo v práci až do 18 hodiny večer. Po skončení pracovní doby plné tvrdé práce následovala hromadná večeře v jídelně hned vedle kuchyně, kde se většinou servírovala jen velmi chudá večeře sestávající nejčastěji pouze z holé rýže zalité nějakou omáčkou. Poté Jones každý večer všechny svolal do centrální haly, kde všichni museli zůstat sedět po další dlouhé hodiny a poslouchat jeho projevy plné komunistické propagandy a konspiračních teorií. Přičemž na „své“ lidi nebral vůbec žádné ohledy. Přestože dobře věděl, že za sebou mají celý den velmi náročné práce, jsou už unavení a následující den budou muset opět vstávat v šest ráno, nutil je tady sedět až do pozdních nočních hodin. Mnohdy tyto komunitní meetingy končily až ve 2 nebo 3 v noci. A kdo to už nemohl vydržet a usínal během nich, tak byl sešlehán rákoskou.
Součástí každodenního života v Jonestownu byly i všudypřítomné tlampače. Z těch nepřetržitě po celý den, 24 hodin denně, 7 dní v týdnu, bez přestání i po celou noc Jones z předem nahraných záznamů kázal všechny svoje myšlenky. Takže se dá říci, že obyvatelé během dne neměli doslova ani jednu jedinou minutu na klidný spánek. Nemluvě o tom, že pokud se jim už podařilo i přesto všechno usnout, tak měli možnost spát jenom pár hodin, než opět nadešel brzký ranní budíček a další den tvrdé práce.
Pouze jeden den v týdnu byl dnem volna. Během kterého existovala možnost i určitého kulturního vyžití. V centrální hale v centru Jonestownu byly například televizory, na kterých obyvatelé mohli sledovat komunistické propagandistické pořady a občas i normální běžné filmy a seriály. Ale ty byly pouštěny výhradně pod dohledem pověřené osoby, připravené upozornit na jakýkoliv případný „závadný“ obsah a patřičně ho zhanit jako ohavně kapitalistický. Mezi další „volnočasové“ aktivity obyvatel Jonestownu patřilo i psaní na ambasády komunistických zemí, zejména sovětského svazu, kam chtěl Jones celý Jonestown přestěhovat. V rámci těchto volných dní však Jones přecejen umožňoval svým lidem alespoň trochu oddechnout. Jonestown například sestavil svůj vlastní basketbalový tým, a i z dochovaných videozáznamů pořízených delegací z USA která přišla zkontrolovat životní podmínky v Jonestownu je vidět, že nejoblíbenější zálibou zde byla hudba a tanec. O čemž svědčí i dochované nahrávky pořízené před touto návštěvou.
Velmi tvrdé životní podmínky však u mnohých přecejen postupně začínaly nahlodávat jejich morálku. Obrovský problém kvůli naprosté odlehlosti osady a špatné půdě nevhodné k pěstování většiny plodin byla velmi chudá strava, jejímž základem byla rýže, fazole, případně ještě pár dalších druhů zeleniny, které se tady podařilo vypěstovat. Jones se snažil svým stoupencům zajistit i jiné typy potravin, jako třeba vejce, maso, nebo alespoň nějaké omáčky, aby tato běžná chudá základní strava aspoň nebyla tak suchá. Ale přesto bylo logisticky velmi obtížné zajistit aby obyvatelé měli dostatečné množství jídla, natož aby ještě bylo pestré a kvalitní. Z toho důvodu byly porce jídla většinou malé a nutričně dost chudé. Takže obyvatelé osady často trpěli hladem a hubnuli. A k tomu byli soustavně unavení náročnou prací a nedostatkem spánku.
Není tedy divu, že brzo toho mnozí měli už dost a začali se ozývat. Místo pokusu o nápravu situace to však bylo řešeno přesně opačně. V Jonestownu byla vytvořena jakási místní policie sestavená z těch Jonesovi nejvěrnějších a nejoddanějších. Tato policie pak šla po každém, kdo kritizoval Jonese nebo poměry v Jonestownu, porušoval pravidla nebo nevykazoval dostatečnou poslušnost. A i obyvatelé mezi sebou byli naučeni, aby na sebe vzájemně donášeli. Večer během hromadných setkání v centrální hale byli tito neposlušní členové veřejně přede všemi zneváženi, zmláceni a donuceni se „napravit“. Bití někdy bývalo i velmi brutální. Je zmiňována například žena, která měla tak seřezaný zadek, že si týden nemohla sednout. Tresty bývaly někdy i hromadné. Kdy během večera musela zpráskání zadku podstoupit třeba až stovka lidí a všichni ostatní se jim mezitím smáli. Jako další možný trest, jakási. alternativa vězení se používalo uzavření do krabice přesně takových rozměrů, aby si člověk nemohl lehnout, postavit se, ani si sednout. Zkrátka zde musel být velmi nepohodlně zkroucený.
Přeživší nebo ti kterým se podařilo utéct zmiňovali, že tato místní policie, zcela neuniformovaná a připomínající spíše nějaký nebezpečný pouliční gang, byla ozbrojená palnými zbraněmi (puškami a pistolemi) a velmi důsledně dohlížela na dodržování veškerých pravidel. A za jeden z nejtěžších prohřešků se považoval právě pokus utéct z Jonestownu. Bez svolení samotného Jonese nikdo nesměl osadu svévolně opustit.
Jonesovo šílenství však gradovalo ještě dál. Ve snaze zajistit si absolutní poslušnost a věrnost všech obyvatel přistupoval k jedné velmi propracované manipulativní technice. Nařizoval své policii, aby v okolní džungli pravidelně zinscenovávala boj proti údajným nepřátelům, kteří se měli pokoušet Jonestown napadnout. Z okolních lesů se pravidelně ozývala střelba a byl vyhlašován poplach, aby se všichni připravili na vpád údajného, ve skutečnosti však neexistujícího nepřítele. Díky tomu byl v obyvatelích udržován neustálý pocit strachu a ohrožení z vnějšího světa. Který je právě vháněl do náruče Jonese, tvářícího se jako jejich jediná záchrana a jistota bezpečí. Toho který je chrání před zlým vnějším světem. Občas se prováděla i taktická cvičení zahrnující všechny obyvatele osady. Tato cvičení byla prováděna vždy na „ostro“. Obyvatelé byli pokaždé až do posledního okamžiku, než jim bylo řečeno že šlo jen pouze o cvičení utvrzováni, že je celá situace reálná. Simulována byla například kompletní evakuace celého Jonestownu nebo jeho obklíčení nepřátelskými silami. A vůbec nejděsivější ze všech byla akce zvaná „White night“. Simulace hromadné sebevraždy všech obyvatel (která se později i opravdu uskutečnila). Právě tahle simulace byla pro mnohé ze zúčastněných extrémně traumatická. Všem byl rozdán údajný nápoj s jedem který je měl do 45 minut zabít. A všichni ho museli povinně vypít. Následujících 45 minut pak trnuli hrůzou co bude následovat. Když se ani po 45 minutách nic nedělo, teprve tehdá jim bylo řečeno, že v nápoji žádný jed nebyl a celé to byla jen zkouška jejich loajality vůči Jonesovi. A tak můžou jít v klidu spát.
I přes tyto příšerné podmínky se však Jonesovi velmi dobře dařilo udržet si loajalitu svých lidí. Největší roli v tom hrála jeho policie, která všechny obyvatele Jonestownu donutila být zticha a předstírat, že je všechno v pořádku a líbí se jim tady.
Po necelém roce fungování Jonestownu v polovině roku 1978 došlo k určitému zmírnění režimu. Pracovní doba se zkrátila na 5 dní v týdnu a 8 hodin denně. Částečně se zhumanizoval i justiční systém. Odpůrci režimu byli místo veřejného pranýřování a drastických trestů uklizení do místního blázince, kde podstupovali psychiatrickou „léčbu“.
Přesto si Jones dokázal nadále udržet až přímo fanatickou loajalitu „svých“ lidí. I přes spoustu negativních zmínek a kritiky, která se na Jonestown dodnes snáší, bylo dochováno mnoho dopisů místních obyvatel, kteří si život v Jonestownu nemůžou vychválit. Zmiňují, že zde všichni žili jako jedna velká rodina a Jones byl jejich milující otec. Naprostou absenci rasismu, pocit ohromné vzájemné sounáležitosti. A že tenhle komunitní způsob života je mnohem lepší, než život který žili předtím. Zmiňují, že jim tu je dobře, a prosí aby se je venkovní svět snažil chápat.
| „              | Jonestown - Nejvíce mírumilovná a láskyplná komunita jaká kdy existovala. Jim byl nejvíce upřímný, pečující a starostlivý člověk, jakého jsem kdy poznala a potkala | “ |
| — Annie Moore. | |   |

| „             | Už žádné další rasistické pohledy od bílých a dalších kdo si mysleli, že jsou lepší. Nikdo není zesměšňován pro svůj vzhled. Jim Jones ukázal nám všem to, že můžeme žít společně i s našimi odlišnostmi - že jsme všichni stejní - lidské bytosti | “ |
| — Annie Moore | |   |

Nutno však zmínit, že prakticky všechny tyhle pozitivní zmínky vznikly v samotném Jonestownu, a velmi pravděpodobně byly napsány/řečeny pod nátlakem. Přeživší naopak zmiňují, že v komunitě byla velmi špatná atmosféra. Všichni byli věrní a zcela oddaní výhradně Jonesovi, ale vzájemně mezi samotnými obyvateli neexistovala vůbec žádná loajalita. Každý byl instruován aby dohlížel na všechny ostatní, a v případě kdy uvidí, že někdo dělá nebo říká něco „nežádoucího“, tak to oznámil na večerním setkání v centrální hale. Takže tu panoval všudypřítomný pocit vzájemné nedůvěry. Nikdo nikomu nemohl věřit. Lidé se hlídali sami navzájem. O jakékoliv soudržné, přátelské atmosféře, kterou Jonestown označoval jako svoji největší přednost tedy vůbec nemůže být řeč. Večerní setkání měla často takový charakter, že ti uvědomělí, aktivní členové kteří si před Jonesem chtěli šplhnout nabonzovali koho mohli. Označení provinilci byly předvoláni na pódium. A Jones jim poté promlouval do duše a vysvětloval jak jsou špatní. Přičemž všichni přítomní dotyčné také odsuzovali a hrubě jim nadávali. A nutno říci, že rozchodně nešlo o pranýřování jen hrstky potížistů. Vždycky se něco na každého našlo, a tak se na pódiu pravidelně střídali všichni.

## Návštěva kongresmena Ryana

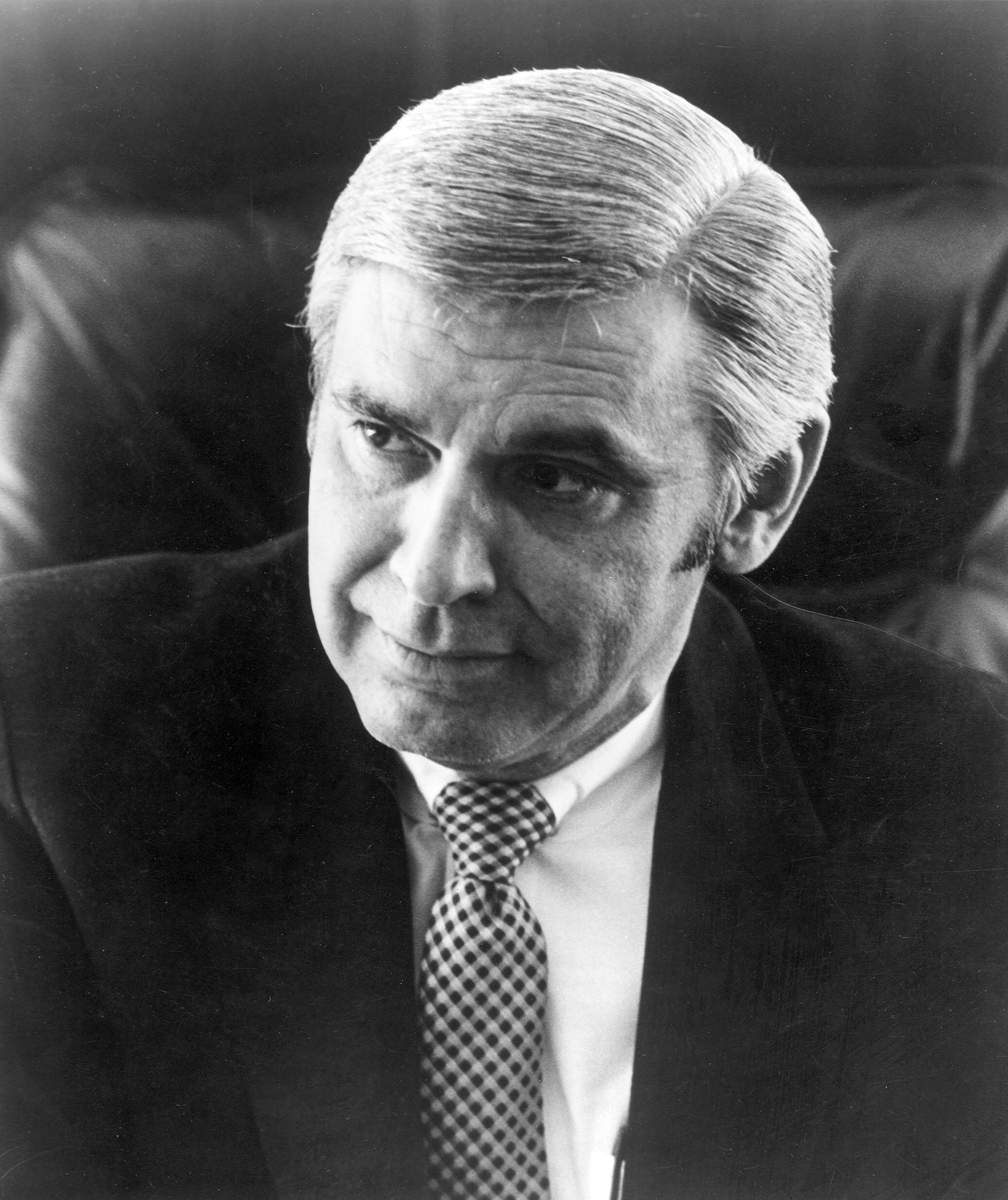
Leo Ryan

Kalifornský kongresmen Leo Ryan se rozhodl navštívit Jonestown kvůli množícím se obavám příbuzných lidí, kteří odcestovali do Jonestownu. S sebou si vzal také několik novinářů, aby tuto pro svět dosud zcela záhadnou komunitu patřičně zdokumentovali. Do Georgetownu, hlavního města Guyany přiletěl 14. listopadu 1978. Jones si však žádnou takovou návštěvu v Jonestownu nepřál. Teprve ráno 17. listopadu velmi neochotně svolil k vstupu Ryana a dalších tří osob, které ho doprovázely.
Jones se na jejich návštěvu samozřejmě připravil. Snažil se zajistit, aby všechno v Jonestownu vypadalo idylicky. Aby Jonestown vypadal jako dobře fungující komunita šťastných, spokojených lidí. A potvrdit to mělo večerní hudební vystoupení, při kterém se všichni bavili. V tom však reportérovi z Ryanovi delegace někdo podstrčil papírek se vzkazem: „Vážený kongresmene, Vernon Gosney a Monica Bagbyová. Prosíme vás, pomozte nám dostat se pryč z Jonestownu“. Zajímavé je, že už během tohoto dne měla skupina jedenácti obyvatel Jonestownu velmi špatné tušení, a proto se následujícího rána rozhodla utéct. Mezi nimi byl dokonce i vedoucí místní Jonestownské policie Joe Wilson.

### 18. listopad 1978
Kongresmen Ryan během dne opět přišel do Jonestownu, včetně doprovodu novinářů. A tento den byl zcela výjimečný i tím, že do Jonestownu bylo s touto Ryanovou delegací vpuštěno i několik příbuzných místních obyvatel. Tentokrát byli prováděni celým Jonestownem, přičemž z této prohlídky byl pořízen i obsáhlý videozáznam. A opět se vše zdálo být v naprosté v pohodě. Poklidná přátelská atmosféra. Jones se volně pohybuje mezi „svými“ lidmi a jen tak s nimi klábosí. Lidé se baví, tancují, děti ve školce si hrají s kostkama. Překvapivě nikdo ani nepracuje.
Večer, když se Ryanova delegace už chystala k odjezdu však opět vyšla na povrch temná stránka Jonestownu. Někteří obyvatelé se najednou začali zcela otevřeně hlásit k Ryanově delegaci, že chtějí odcestovat s ní a dostat se odsud pryč. Přičemž jeden z nich pronesl: „Tohle není nic jiného než komunistický vězeňský tábor“. Samotný kongresmen Ryan se rozhodl zůstat na místě a jet až druhým autem. Chtěl tu ještě stát aby viděl, kolik dalších lidí se přidá a bude chtít odjet s ním. Během tohoto čekání ho však nečekaně jeden z členů sekty napadl nožem. Ostatní však okamžitě zareagovali a útočníka zpacifikovali, aniž by Ryan utrpěl zranění. První auto které už odjelo se okamžitě vrátilo zpět, aby Ryana vzalo. A poté opět vyrazilo na letiště, přičemž s Ryanovou delegací odjelo současně i několik obyvatel Jonestownu.
Vzhledem k neplánovanému navýšení počtu lidí musela americká ambasáda vypravit druhé letadlo. Nutno zmínit že obě letadla byla velmi malá. První mělo kapacitu 19 míst a to druhé jen 6. A právě toto druhé bylo vypraveno speciálně pro uprchlíky z Jonestownu. Bohužel však mezi nimi byla jedna krysa. Poté co se všichni usadili do tohoto menšího letadla, vytáhl pistoli a začal všechny své „kolegy“ co seděli kolem něj střílet. Naštěstí stihl zranit jen dva lidi a třetí ho odzbrojil. V tu samou chvíli se okolo prvního, většího letadla s Ryanem a jeho delegací objevili Jonestownské „pořádkové“ síly a doslova ho rozstříleli skrz na skrz. Snad nejhůře dopadl kongresmem Ryan, který schytal 20 kulek. Po přestřelce a překvapivém odjezdu Jonestownské samozvané policie aniž by si zkontrovala jestli jsou už všichni mrtví, se zbývající přeživší museli nasoukat do menšího letadla a v tom se jim konečně podařilo odletět. Nicméně pár zraněných na letišti stále ještě zůstalo.
Hlavním důvodem tohoto zcela nečekaného útoku měl být obava, že se proflákne co se v Jonestownu doopravdy děje. Ryanova delegace si určitě všimla, že tady něco není v pořádku. A jestli s ní uteče i několik obyvatel Jonestownu, tak je všechno definitivně ztraceno. Protože první věc co venku tihle utečenci udělají bude to, že do všech médií vykecají, co všechno v Jonestownu viděli a zažili. A pak přijde policie, armáda a celý Jonestown zruší.
Nejsou dochovány žádné přímé důkazy, že by tento útok nařídil sám Jones. V dopise jednoho z obyvatel Jonestownu se píše, že to byla osobní iniciativa skupiny Jonestownských dozorců. V nahrávce "Death tape" se k tomu však Jones nepřímo přiznává: „Sedět tady a čekat na katastrofu která se stane v tom letadle. Skoro se to stalo tady, skoro stalo, kongresmen byl téměř zabit zde. Ale nemůžete brát lidem děti. Nemůžete lidem brát děti aniž byste čekali násilnou reakci. Z toho co se má stát tady během několika minut, že někteří v tom letadle zastřelí pilota. Já jsem to věděl. Neplánoval jsem to, ale věděl jsem že se to stane. A letadlo spadne do džungle...“
Jones si každopádně byl vědom, že odpovědnost padne na něj a celou Jonestownskou komunitu. Po tomhle už zcela jistě vtrhne do Jonestownu armáda a s celou jeho sektou naloží jako s nebezpečnou teroristickou skupinou. Buď bude rovnou zabit, nebo bude hnít ve vězení. Uvědomil si, že tohle je prostě konec. Jako jediné zoufalé východisko z téhle situace viděl sebevraždu. A jestli má zemřít, tak s ním půjdou i všichni „jeho“ lidé. Dal tedy pokyn k přípravě hromadné sebevraždy, která už byla několikrát předtím nacvičována. Tentokrát to ale už bude naostro.

## Hromadná sebevražda
Večer, hned po zlikvidování Ryanovy delegace, krátce po 17:30, bylo obyvatelům Jonestownu přes tlampače oznámeno, že se nic neděje, všechno je v pořádku a můžou se poklidně rozejít do svých domovů. V tu samou chvíli se však začala připravovat limonáda otrávená kyanidem, doplněná o koktejl sedativ a uspávacích léků aby lidé pokud možno neumírali při plném vědomí a bylo to pro ně snesitelnější. Proces přípravy byl rychlý a už po pouhé půl hodině, již po setmění, se napříč celým Jonestownem opět rozezněly tlampače a všechny obyvatele svolaly do středu Jonestownu k hlavní hale.
Zde už čekal Jones pozvolna všem přítomným začal objasňovat situaci. Sdělil, že vše je beznadějně ztraceno. Na Jonestown zaútočí armáda. Z nebe se snesou výsadkáři a všechny obyvatele Jonestownu budou krutě mučit a zabíjet. A i kdyby to přežili, tak už žádný Jonestown nebude a budou nucení žít v běžném normálním světě. Který je tak hrozný, že je lepší zemřít než strávit třeba jen dalších 10 dní v takovém světě. Ani po tomto velmi krutém sdělení, které jasně naznačovalo co se bude dít, není z dochovaných záznamů znát, že by mezi přítomnými zavládla nějaká vyslovená panika. Po tomto oznámení Jones předával slovo členům komunity, aby se k tomu mohli vyjádřit. Většina mu přitakávala a dávala za pravdu. Jen jedna žena nesouhlasila a řekla: „Dokud je život, tak je i naděje.“
Jones to však zcela ignoroval a dále trval na svém, přičemž všichni přítomní seděli doslova zkamenělí hrůzou. A tušili, že nic jiného jim nejspíše ani nezbývá, protože celou halu a její okolí mezitím obklíčili Jonesovi dozorci vyzbrojení kušemi a puškami. Připravení zastřelit každého, kdo by se pokusil utéct nebo klást odpor. Z toho důvodu většina lidí předem zavrhla všechny své možné naděje a rezignovaně seděla paralyzovaná strachem co bude dál. Z dochované nahrávky nejsou slyšet žádné výkřiky ani náznaky odporu. Aktivní je jen hlouček Jonesovi nejvěrnějších sedící kolem něj, který při každém jeho povzbuzení „jít do toho“ hlasitě tleská a nadšeně vykřikuje svůj souhlas.
Asi po dvaceti minutách Jonesova projevu se přechází k realizaci. Na stole jsou připraveny první kelímky s otrávenou limonádou, případně injekční stříkačky bez jehly určené pro její vpravení do úst těch nejmenších dětí, které se ještě neumějí normálně napít. Jedna z žen pro uklidnění přítomných zmiňuje, že je to jen trochu trpké a není se čeho bát.
První přišly na řadu děti. Ty od rodičů přebíraly a odváděly určené „zdravotní“ sestry. Někteří rodiče se však rozhodli odvést je raději sami, aby s nimi mohli být co nejdéle a mohli je během tohoto procesu alespoň utěšovat. Děti byly odvedeny stranou a dostávaly vypít kelímek s otrávenou limonádu, případně těm nejmenším byla vpravena do úst injekční stříkačkou. Už po několika minutách se začalo všude okolo ozývat brečení a výkřiky otrávených dětí. Ty co už otrávenou limonádu požily naříkaly, že jim není dobře. A poté padaly na zem, kde se za úpěnlivého brekotu zmítaly v křečích, než je opustily síly a začaly „usínat“. A ty co ještě otrávené nebyly, začínaly při pohledu na utrpení umírajících dětí panikařit. Ze záznamu lze slyšet výkřiky, jak se odmítají napít z kelímku: „No! No! Noooo!!!“. Do čehož vstupuje Jones a uklidňuje je: „Je to nepříjemné jen na začátku. Pak už to bude dobré. Když nebudete tolik křičet, tak to nebude tak hrozné...“ Během umírání jsou tyto děti odnášeny a ukládány stranou na určené místo. Ze záznamu lze pozorovat, že celý tento proces trval asi jen 15 - 20 minut. Poté brekot a výkřiky dětí postupně utichají, až nastane úplné ticho. S čímž mezi přítomnými nastává určitá úleva, že už mají tuto agónii za sebou. Poté již přichází řada na dospělé. Ze záznamu je v tu chvíli slyšet doslova hrobové ticho.
Dle svědectví jediného přeživšího člověka, všichni seděli zkoprnělí hrůzou a naprostá většina lidí i přes opakované výzvy Jonese odmítala vstát a jít dobrovolně ke stolu s kelímky otrávené limonády. Jones proto vstal a za pomoci svých dozorců sám osobně začal postupně jednoho po druhém zvedat ze židle a odvádět. Přestože s ním lidé odcházeli jen velmi neochotně, nikdo se neodvažoval klást mu aktivní odpor. Pouze dvě osoby se vysloveně vzpíraly. První byla žena, která se při odvádění vzpouzela a odmítala vypít kelímek. Tak ji byl jed vpraven injekční stříkačkou do ruky. Do pěti minut potom zemřela. A druhý muž, jenž se při odvádění Jonesovi a jeho dozorcům třikrát vytrhnul a vrátil zpět na své sedadlo. Při dalším odvádění už dostal jed přímo injekcí a rychle na něm začaly být znát projevy otravy. Naprostá většina přítomných však po odvedení Jonesem a dozorci ke stolu kelímek otrávené limonády vypila. Poté dozorci dotyčného odvedli ven, kde ho položili na trávník.
Vzhledem k typickým účinkům kyanidu a jeho silné dráždivosti vůči žaludku, už krátce po vypití kelímku otrávené limonády přicházela nevolnost a pocity na zvracení. Dobře to vystihují slova jednoho z předtím zemřelých dětí: „Necítím se dobře“. Po ulehnutí nebo usednutí dotyčných na trávu okolo haly se k tomu během následujících minut postupně přidávaly i celkové projevy otravy kyanidem. Závratě, bolest hlavy, zmatenost, narůstající pocit slabosti až do míry, kdy člověk už jen tak bezvládně leží a není schopen se hýbat. Poté nastupuje intenzivní a velmi nepříjemný pocit dušení se. Lapání po dechu, zoufalá snaha se aspoň trochu nadechnout. Načež dochází k postupnému ztrácení vědomí, během kterého se vyskytují nekontrolovatelné svalové křeče. Poté následuje už jen bezvědomí a smrt. Dle svědectví, toto umírání trvalo přibližně 20 - 30 minut.
Jak se počet zbývajících lidí v hale ztenčoval, průběžně se i v řadách dozorců prováděla selekce, kdo půjde další na řadu. Aby počet dozorců taktéž úměrně klesal a nedošlo k situaci, kdy ke konci zůstane nadměrný počet ozbrojenců, kteří by se proti Jonesovi mohli vzbouřit. S tím jak v hale zůstávalo čím dál méně lidí narůstala i nervozita. Stále však naprostá většina přítomných nebyla schopná jakéhokoliv odporu, kromě toho že museli být zvednutí ze sedačky, doslova dovlečeni ke stolu a pokud odmítali jed vypít, tak jim byl vpraven injekční stříkačkou. Když už z původních více než 900 lidí zbývalo jen posledních 100. Stanley Clayton, jeden z přítomných čekající také až na něj přijde řada, to už nemohl vydržet. Rozhlédl se okolo a když vypozoroval, že dozorci zrovna nedávají pozor, nepozorovaně mezi nimi proklouzl a utekl do džungle. Byl to jeden jediný člověk, který odsud odešel živý. A poté vypověděl, co se tady skutečně odehrálo.
Když už byli všichni přítomní běžní obyvatelé Jonestownu otráveni a zdálo se, že už jsou všichni mrtví, poslední zbývající dozorci mezi nimi procházeli a pečlivě kontrolovali, jestli mezi nimi ještě nezůstali nějací přeživší. A pokud někoho takového našli, tak mu ještě dodatečně injekční stříkačkou vpravili další dávku jedu. Těžko říct, jestli byly tak důslední nebo se jen snažili co nejvíce oddálit svůj vlastní konec. Ale pro jistotu tuto injekci vrazili i do většiny již zcela evidentně mrtvých. A údajně i záměrně naskládali těla na ploše okolo haly tak, aby to působilo dojmem že všichni zemřeli poklidnou smrtí. Jakmile se ujistili, že už nikdo není na živu, nadešel i jejich čas. Tito Jonesovi dozorci byli jeho nejvěrnější, nejoddanější a nejvíce zfanatizování služebníci. A tak uposlechli jeho rozkazu. Otrávenou limonádu také vypili a poté postupně zemřeli.
Až nakonec zůstal jen samotný Jones. Poté co viděl účinky jedu na svých stoupencích však neměl odvahu vypít kelímek otrávené limonády. Místo toho ulehnul na podlahu vedle svého řečnického křesla, dal si pod hlavu polštář, vzal do ruky pistoli. A střelil se do hlavy.
Velkou zajímavostí je, že z této události se dochoval zvukový záznam přezdívaný "Death tape". Jones byl zvyklý veškeré své výstupy v centrální hale nahrávat. A učinil tak i tady. Záznam zachycuje jeho úvodní projev. A po dvaceti minutách začátek a průběh hromadného trávení dětí. Které v průběhu záznamu postupně všechny umírají. Z nahrávky je jasně slyšet jejich křik a brečení, jenž postupně zcela utichá. Ke konci nahrávky se pak přechází do fáze trávení dospělých. Jones údajně nahrávání opakovaně přerušoval aby na nahrávce nebyly ty nejvíce dramatické okamžiky, takže časová posloupnost v záznamu nemusí zcela odpovídat skutečnosti. A stejně tak ji neodpovídá ani hudba hrající v pozadí. Během této události se žádná nepřehrávala. Hudba na nahrávce byla jen zbytek starého původního záznamu, přes který byl záznam z této osudové noci nahrán. Tento záznam dodnes koluje po internetu a mnohými lidmi je považován za vůbec nejhorší věc, jakou kdy v životě slyšeli.

## Následky

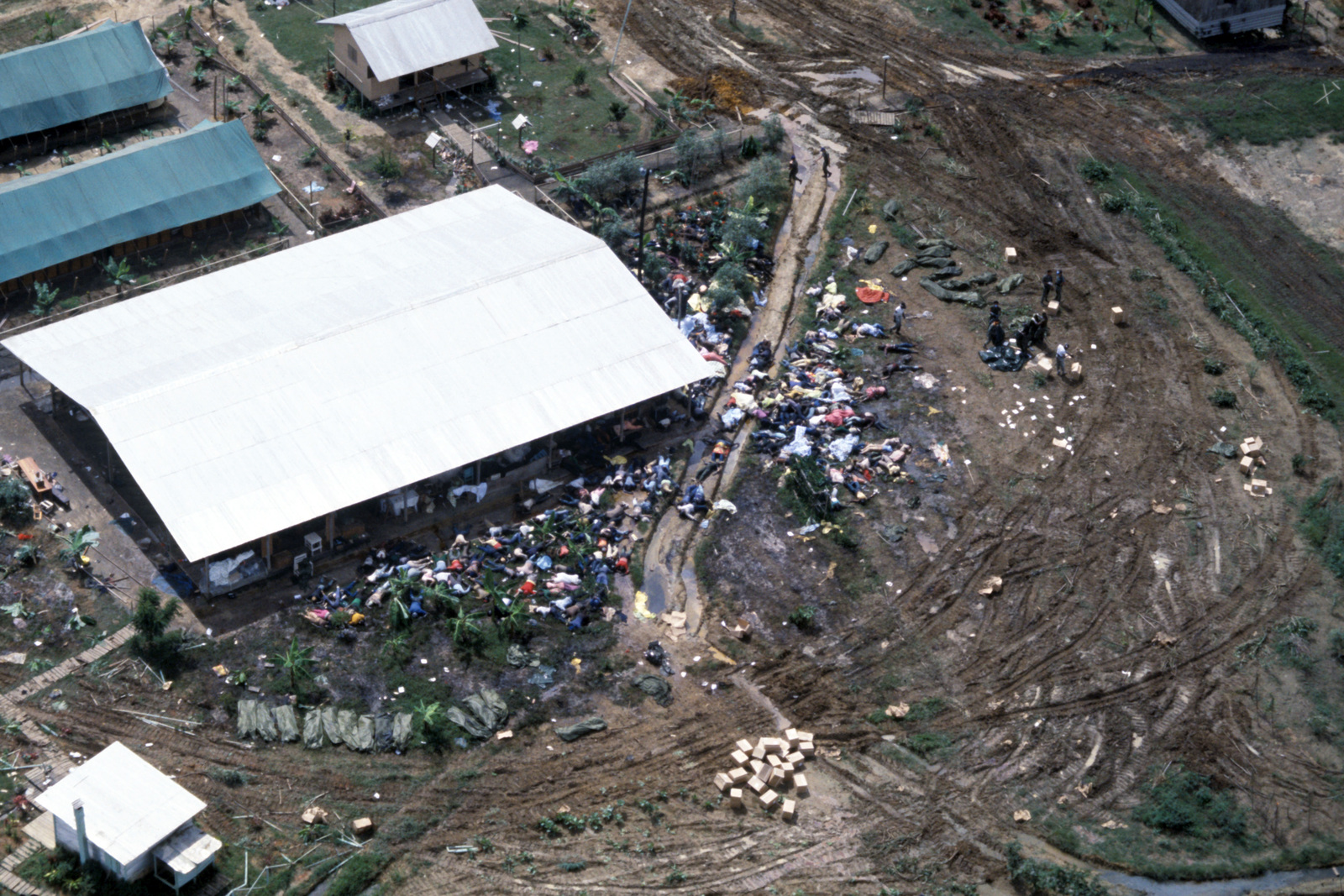
Těla mrtvých rozesetá okolo centrální haly.

V Jonestownu tohoto dne zemřelo 918 lidí, tedy naprostá většina jeho obyvatel. Přímo na místě přežili pouze dva. Kromě Claytona to byla ještě žena jménem Hyacinth Thrash, která se osudového večera schovala pod postelí ve svém domě a tam usnula. Ráno pak byla v naprostém šoku když zjistila, že všichni jsou tady mrtví. Přežil také Grover Davis, jenž se nestihnul včas dostavit do hlavní haly. Brzy si však všiml, co se tam odehrává, a rozhodl se skrýt a předstírat mrtvého. Ostatních přes 80 lidi přežilo jen díky tomu, že momentálně byli mimo Jonestown nebo z něj už dříve utekli.
U centrální haly, v okolí stolu se zásobami otrávené limonády, ležely po zemi spousty kelímků a injekčních stříkaček a stál zde sud s otrávenou limonádou. Opodál ležela hromada kuší a brašen se šípy. S těmito zbraněmi stáli dozorci okolo haly a dohlíželi, aby nepropukla hromadná panika. Vyklízení Jonestownu a hlavně odklízení mrtvých těl byla velmi náročná operace, které se muselo účastnit velké množství lidí a techniky, protože v místním horkém klimatu docházelo k rozkladu těl vysokou rychlostí. Těla byla poté převezena do USA. Vzhledem k jejich množství se musela kremace provádět ve vícero městech.
O této tragédii má povědomí 98 %[zdroj?].

## Filmová zpracování
- Jonestown: Paradise Lost
- Jonestown: The Life and Death of Peoples Temple
- Guyana Tragedy: The Story of Jim Jones
- Jonestown: Terror In The Jungle
- Cult Massacre: One Day in Jonestown

### Související stránky
- Chrám lidu
- Jim Jones